# Операція «Френтік»
Операція «Фре́нтік» (англ. Operation «Frantic») — кодова назва спільної радянсько-американської військової операції з човниковим рухом американських бомбардувальників за трикутником Англія — Італія — Полтава у червні — вересні 1944 року, метою якої було завдання масованих авіаційних ударів по важливих військових і промислових об'єктах Німеччини і її сателітів. За деякими джерелами відома також як "Операція «Титанік» (англ. Operation Titanic).

## Задум операції
Стратегічна концепція союзників по антигітлерівській коаліції передбачала завоювання стратегічної переваги над супротивником шляхом знищення його військового та економічного потенціалу. В її реалізації основна роль відводилася стратегічним бомбардуванням важливих промислових об'єктів ворога — заводів, нафтопереробних комплексів, електростанцій, транспортних вузлів. «Стратегічне бомбардування противника — ключ до перемоги» — на цих позиціях непорушно стояли союзники.
На зустрічі прем'єр-міністра Великої Британії Вінстона Черчилля з президентом США Франкліном Рузвельтом 14—24 січня 1943 року у Касабланці було ухвалено директиву, яка ставила перед стратегічною авіацією США і Великої Британії завдання «послідовно руйнувати і дезорганізувати військову, промислову і економічну системи Німеччини, підривати моральний дух німецького народу, доки не буде рішуче ослаблена його здатність до збройного опору».
Виконання директиви було покладено на 8-му і 15-ту повітряні армії ВПС армії США, які складали стратегічні сили США в Європі. Повітряні армії базувалися на передових аеродромах в Англії та південній Італії. Спільно з британськими ВПС протягом 1943 року вони скинули на Німеччину майже вп'ятеро більше бомб, ніж 1942. Проте не всі нафтопереробні та інші важливі заводи третього рейху перебували в межах дії бомбардувальників, які злітали з Англії та Італії — у винищувачів супроводження був значно менший радіус дії, ніж у бомбардувальників. Об'єкти, які розташовувалися на сході Німеччини і в деяких окупованих країнах, продовжували діяти і видавати військову продукцію.
Так виникла ідея спільної радянсько-американської операції «човникових» бомбардувань (англ. Shuttle Missions).

## Переговорний процес
Переговори з Радянським Союзом носили затяжний і доволі складний характер. Попередні пропозиції американською стороною висувалися вже на початку 1943 року, але Сталін довго вагався, відмовлявся загальними фразами.
Офіційна пропозиція США щодо надання авіабаз на території СРСР була озвучена американською делегацією на другому засіданні Московської конференції міністрів закордонних справ СРСР, США і Великої Британії 20 жовтня 1943 року у виступі генерал-майора Джона Р. Діна, секретаря Об'єднаного штабу. В «Особливо секретному протоколі конференції…», підписаному В'ячеславом Молотовим, Корделлом Халлом і Ентоні Іденом 1 листопада 1943 року, зокрема, йшлося:
| c) Делегати Сполучених Штатів надали конференції такі пропозиції: (1) Щоб, з метою здійснення наскрізного бомбардування промислової Німеччини, були надані бази на території СРСР, на котрих літаки США змогли б поповнювати запаси пального, здійснювати терміновий ремонт і поповнювати боєкомплект. (2) Щоби ефективніше здійснювався взаємний обмін відомостями про погоду. Щоб досягти цього, необхідно поліпшити засоби зв'язку між США і СРСР. (3) Щоб було поліпшене повітряне сполучення поміж цими двома країнами. <…> В. М. Молотов сказав, що СРСР у принципі згоден з пропозицією Сполучених Штатів і що відповідним радянським властям буде дана вказівка зустрітися з генералами Діном і Ванденбергом для обговорення конкретних заходів, котрі були би необхідні для здійснення цих пропозицій. Оригінальний текст (рос.) c) Делегаты Соединенных Штатов представили конференции следующий предложения: (1) Чтобы, в целях осуществления сквозной бомбардировки промышленной Германии, были предоставлены базы на территории СССР, на которых самолеты США могли бы пополнять запасы горючего, производить срочный ремонт и пополнять боеприпасы. (2) Чтобы более эффективно осуществлялся взаимный обмен сведениями о погоде. Для того чтобы достигнуть этого, необходимо укрепить средства связи между США и СССР. (3) Чтобы было улучшено воздушное сообщение между этими двумя странами. <…> В. М. Молотов сказал, что СССР в принципе согласен на предложение Соединенных штатов и что соответствующим советским властям будет дано указание встретиться с генералами Дином и Ванденбергом для обсуждения конкретных мероприятий, которыве были бы необходимы для осуществления этих предложений. |
На вищому рівні питання «човникових» бомбардувань з баз на території СРСР обговорювалося під час Тегеранської конференції лідерів союзних держав. 29 листопада 1943 року, під час особистої зустрічі, Ф. Рузвельт вручив Й. Сталіну записку з цього питання, де зазначив:

«Я сподіваюсь, що виявиться можливим швидко розробити ці заходи», маючи на увазі заходи для реалізації американських пропозицій.
Врешті-решт, Сталін дійшов висновку про безумовну військову доцільність надання баз американцям. У зв'язку з цим посланням президента Ф. Рузвельта, 25 грудня 1943 року В. Молотов вручив послу США в СРСР А. Гарріману пам'ятну записку, де говорилося:
| ...з радянського боку в принципі немає заперечень щодо надання на території СРСР для американських військових літаків повітряних баз з метою наскрізного бомбардування Німеччини. Проте організація таких баз і використання для цієї мети відповідних аеродромів має бути узгодженим з планами командування військово-повітряних сил СРСР. З цією метою командуванню військово-повітряних сил буде доручено почати попередні переговори із зазначеного питання з відповідними військовими представниками США в Москві з подальшим розглядом цього питання Радянським Верховним командуванням... Оригінальний текст (рос.) ... с советской стороны в принципе не имеется возражений к предоставлению на территории СССР для американских военных самолетов воздушных баз в целях сквозной бомбардировки Германии. Однако организация таких баз и использование для этой цели соответствующих аэродромов должны быть согласованы с планами командования ВВС СССР. С этой целью командованию ВВС будет поручено начать предварительные переговоры по указанному вопросу с соответствующими военными представителями США в Москве с последующим рассмотрением этого вопроса Советским Верховным командованием... |

## Вибір аеродромів базування
В результаті вивчення можливостей наявної аеродромної мережі Радянського Союзу як район для базування американських важких бомбардувальників було обрано Полтавський аеродромний вузол: полтавський аеродром в довоєнні роки був однією з основних баз бомбардувальної авіації СРСР, мав злітно-посадкову смугу з твердим покриттям і міг бути підготовлений до прийому важких бомбардувальників в стислі терміни. Важливу роль у виборі Полтави як головної бази відіграла близькість аеродромів Миргороду і Пирятина, які також передавалися командуванню операцією, а також наявність мережі польових аеродромів для базування радянських частин ППО (Карлівка, Петрівці, Гребінка та інші). Важливим було також те, що Полтава перебувала приблизно на однаковій відстані і від Британських островів, і від Італії, звідки планувалося здійснювати вильоти.

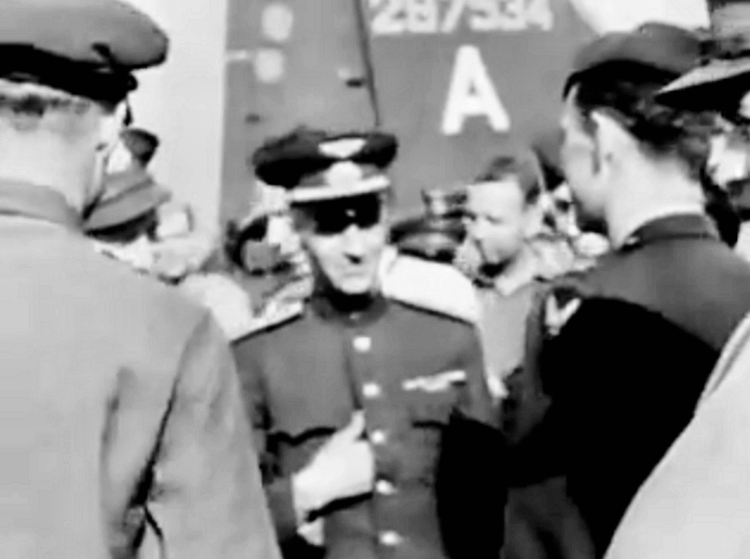
Генерал Пермінов спілкується з американськими льотчиками

У березні 1944 року в ВПС РСЧА було сформовано 169-та авіаційну базу особливого призначення (169 АБОН), метою якої було здійснення всіх підготовчих робіт і організація взаємодії з американцями. До складу АБОН було включено підрозділи аеродромного обслуговування, технічні, інженерні, автомобільні та інші спеціальні формування. Командиром авіабази було призначено генерал-майора авіації Олександра Пермінова, начальником штабу — вихідця з Полтави полковника Сергія Ковальова, командирами батальйонів аеродромного обслуговування: майорів А. Компанійця (Полтава), Г. Тадеєва (Миргород), А. Ковзеля (Пирятин).
Повітряне прикриття полтавського аеродромного вузла покладалося на 310-ту винищувальну авіаційну дивізію ППО (командир — полковник А. Т. Костенко) і зенітні частини 6-го корпусу ППО (командир — генерал-майор П. О. Кривко). Прикриття і супроводження американських літаків над лінією фронту мали здійснювати 329-та винищувальна авіаційна дивізія (командир — полковник О. О. Осипов), доставку вантажів повітряним шляхом забезпечувала 2-га транспортна авіаційна дивізія (командир — генерал-майор В. Г. Грачов).
У квітні 1944-го у складі Стратегічного командування ВПС США в Європі (англ. United States Strategic Air Forces in Europe — USSAFE) терміново було створено Східне авіаційне командування (англ. Eastern Command USSAF — ECUSSAF) зі штабом у Полтаві, яке очолив полковник Альфред Кесслер (пізніше командування ECUSSAF перейняв генерал-майор Роберт Велш, а Кесслер, вже в званні бригадного генерала виконував обов'язки начальника штабу командування). Авіабазам було присвоєно номери: полтавській — AAF-559, пирятинській — AAF-560, миргородській — AAF-561 (назви, з метою безпеки, були скороченнями від «USAAF Station» — «авіабаза ВПС США»; у подальшому вживалися також назви «Station 559», «Station 560», «Station 561»).

## Підготовка аеродромів та інфраструктури
27 березня 1944 року з Ліверпуля в напрямку Кольської затоки вийшов арктичний конвой JW-58. На транспортах «Джордж Ангел», «Джордж М.Кохан», «Едвард П.Олександр», «Джон Давінпорт», «Вільям Мак-Кінлі» до СРСР прямували 43,9 тис. тонн вантажів для авіабаз під Полтавою. 4 квітня кораблі конвою пришвартувалися в Мурманську. На транспортах було доставлено будівельні матеріали, обладнання, автомобілі для підготовки авіабази, а також паливно-мастильні матеріали, боєприпаси, комплектуючі для ремонту американських літаків. Все це залізницею і, частково, транспортними літаками відправили до місць призначення.
14 квітня до Полтави прибула перша група американських офіцерів чисельністю 46 осіб. А 6 травня через Іран прибув перший ешелон з постійним складом полтавської авіабази — 390 американських військовослужбовців. Роботу з підготовки аеродромів і інфраструктури було розпочато. На підготовку аеродромів і інфраструктури забезпечення відводилося півтора місяці.
На будівництві на рівних працювали американські і радянські солдати. Однак основною робочою силою стали місцеві мешканці, переважно жінки. Керівник військової місії США в СРСР генерал-майор Джон Р. Дін описує свої враження відвідин полтавського аеродрому так:
| «Мій наступний візит припав на середину травня... Вражаюче, скільки було зроблено за такий короткий проміжок часу!... Льотне поле кишіло жінками, які укладали залізні плити на злітні смуги. Робота йшла безперервно і з такою швидкістю, що здавалося, сталевий килим в милю довжиною виростав на очах. Було очевидно, що тут затримки не буде...» |
За місяць, до 15 травня, основні роботи з підготовки Полтавського аеродромного вузла було завершено. За короткий термін полтавцями і персоналом бази було виконано 29 тисяч м³ земляних робіт, укладено майже 250 тисяч м² металевих плит, побудовано або капітально відремонтовано: будинок для офіцерського складу на 96 квартир, три казарми на 1300 осіб, 20 корпусів для санітарних частин на 720 осіб, 7 харчоблоків, 6 банно-пральних комбінатів, 3 літніх табори, 3 насосні станції з артезіанськими свердловинами, 3 командних пункти, 150 сховищ. Загальна трудомісткість робіт перевищила 31 000 людино-днів.
В експлуатацію авіабази прийняла спеціальна інспекторська група, очолювана генерал-майором Фредом Андерсоном. За висновками інспекції, полтавський і миргородський аеродроми придатні до прийому важких бомбардувальників B-24 Liberator і B-17 Flying Fortress, пирятинський — ескортних винищувачів P-51 Mustang і P-38 Lightning.

## Склад сил, що брали участь у операції

### Східне авіаційне командування ВПС США
|  | 8-ма повітряна армія                                                                                         |
|  | 45-те ударне авіакрило (англ. 45th Combat Wing) на аеродромі Полтава (бомбардувальники B-17)                 |
|  | 96-та бомбардувальна авіагрупа (англ. 96th Bombardment Group) з АБ Снеттертон Хит (Норфолк, Велика Британія) |
|  | 388-ма бомбардувальна авіагрупа (англ. 388th Bombardment Group) з АБ Неттішхолл (Суффолк, Велика Британія)   |
|  | 452-га бомбардувальна авіагрупа (англ. 452th Bombardment Group) з АБ Деофем Грін (Норфолк, Велика Британія)  |
|  | 13-те ударне авіакрило (англ. 13th Combat Wing) на аеродромі Миргород (бомбардувальники B-17)                |
|  | 95-та бомбардувальна авіагрупа (англ. 95th Bombardment Group) з АБ Хорхам (Суффолк, Велика Британія)         |
|  | 100-та бомбардувальна авіагрупа (англ. 100th Bombardment Group) з АБ Торп Аббатс (Норфолк, Велика Британія)  |
|  | 390-та бомбардувальна авіагрупа (англ. 390th Bombardment Group) з АБ Фрамлінгем (Суффолк, Велика Британія)   |

|  | 15-та повітряна армія                                                                           |
|  | Бомбардувальні авіагрупи на аеродромах Полтава і Миргород (бомбардувальники B-17)               |
|  | 2-га бомбардувальна авіагрупа (англ. 2d Bombardment Group) з АБ Амендола (Фоджа, Італія)        |
|  | 97-ма бомбардувальна авіагрупа (англ. 97th Bombardment Group) з АБ Амендола (Фоджа, Італія)     |
|  | 99-та бомбардувальна авіагрупа (англ. 99th Bombardment Group) з АБ Торторелла (Салерно, Італія) |
|  | 483-тя бомбардувальна авіагрупа (англ. 483th Bombardment Group) з АБ Стерпароне (Фоджа, Італія) |

|  | 12-та повітряна армія                                                                                      |
|  | Авіагрупи винищувачів прикриття на аеродромі Пирятин (винищувачі P-51)                                     |
|  | 4-та винищувальна авіагрупа (англ. 4th Fighter Group) з АБ Дебден (Північний Ессекс, Велика Британія)      |
|  | 352-га винищувальна авіагрупа (англ. 352d Fighter Group) з АБ Бодні (Норфолк, Велика Британія)             |
|  | 355-та винищувальна авіагрупа (англ. 355th Fighter Group) з АБ Стіпл Морден (Кембриджшир, Велика Британія) |
|  | 357-ма винищувальна авіагрупа (англ. 357th Fighter Group) з АБ Лейстон (Суффолк, Велика Британія)          |
|  | 14-та винищувальна авіагрупа (англ. 14th Fighter Group) з АБ Тріоло (Фоджа, Італія)                        |
|  | 31-ша винищувальна авіагрупа (англ. 31th Fighter Group) з АБ Сан-Северо (Фоджа, Італія)                    |
|  | 81-ша винищувальна авіагрупа (англ. 81th Fighter Group) з АБ Вінченцо (Ліворно, Італія)                    |
|  | 325-та винищувальна авіагрупа (англ. 325th Fighter Group) з АБ Мондольфо (Анкона, Італія)                  |

Примітка: 4-та, 352-га, 355-та і 357-ма авіагрупи винищувачів прикриття прикомандировані до 8-ї повітряної армії (аеродроми Великої Британії), 14-та, 31-ша, 81-ша і 325-та — до 15-ї (Італія).

### Частини ВПС Червоної армії
|  | 329-та винищувальна Керченська авіаційна дивізія (винищувачі P-39 Airacobra)                     |
|  | 57-й гвардійський винищувальний авіаполк (командир — майор Сидоров В. Є.)                        |
|  | 66-й винищувальний авіаполк (командир — підполковник Смірнов В. О.)                              |
|  | 101-й гвардійський винищувальний авіаполк (командир — підполковник Павліков А. М.)               |
|  |                                                                                                  |
|  | 310-та винищувальна авіаційна дивізія протиповітряної оборони (винищувачі P-39 Airacobra і Як-9) |
|  | 268-й винищувальний авіаполк (командир — майор Картузов Т. Д., літаки P-39 Airacobra)            |
|  | 573-й винищувальний авіаполк (літаки Як-9)                                                       |
|  | 348-й винищувальний авіаполк (літаки P-39 Airacobra)                                             |
|  | 802-й винищувальний авіаполк (командир — майор Жукоцький)                                        |

Примітка: за даними джерела

## Хід операції

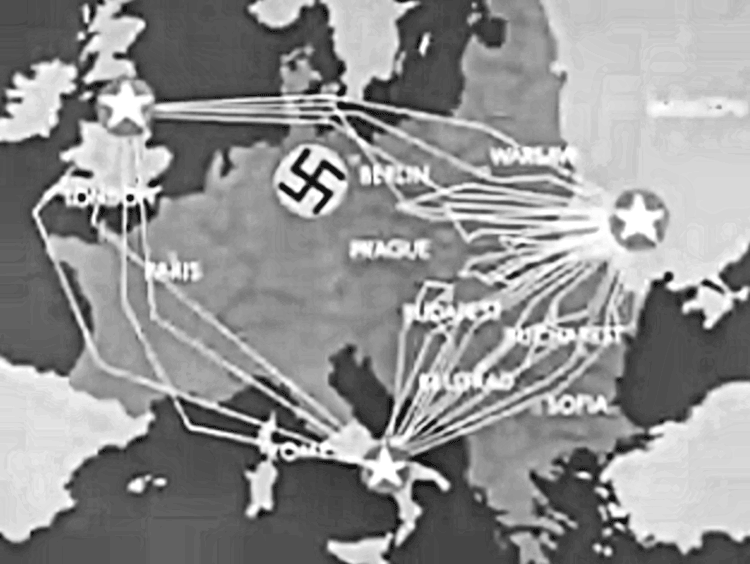
Схема району дій операції «Френтік»

Підготовка операції «Френтік» здійснювалася в умовах надзвичайних заходів секретності і оперативного прикриття. Цілеспрямовано чи ні, перша місія операції за часом збіглася з відкриттям союзниками Другого фронту в Нормандії.
Загалом операція складалася з семи човникових операцій, які мали окремі кодові назви: «Френтік-1», «Френтік-2» … «Френтік-7».

### «Френтік-1»
Операція 15-ї повітряної армії. Склад сил: 2-га, 97-ма, 99-та, 483-тя бомбардувальні авіагрупи. Флагман — командувач 15-ю повітряною армією генерал-лейтенант Айра Ейкер. Разом 130 бомбардувальників B-17 і 70 винищувачів P-51. Мета — завдати масованих авіаційних ударів промисловим і військовим об'єктам на території противника.

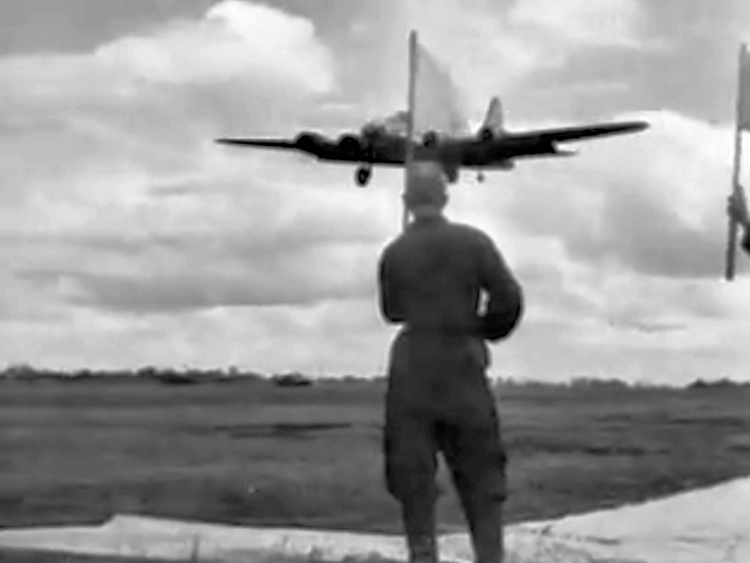
2 червня 1944 року. Перший B-17 сідає на аеродром Полтави

Операція розпочалася о 6:55 2 червня 1944 року. Після зльоту з аеродромів у центральній Італії літаки взяли курс через Адріатичне море на Угорщину. Ціль — великий залізничний вузол Дебрецен (47°31′10″ пн. ш. 021°37′41″ сх. д. / 47.51944° пн. ш. 21.62806° сх. д.). Бомбовий удар завдавався транспортній розв'язці, сортувальній станції, вагонному депо і майстерням Дебрецена. Втрати — один B-17F (№ 42-30319 141-ї ескадрильї 97-ї авіагрупи), з технічних причин шість «Мустангів» змушені були повернутися на аеродроми в Італії. Усі інші літаки успішно приземлилися на аеродромах Полтавського аеродромного вузла: у Полтаві приземлились 64 важких бомбардувальників, у Миргороді — 65; 64 винищувачі супроводження — на пирятинському аеродромі.
На полтавському аеродромі, куди приземлився літак генерала Ейкера, американців зустрічали офіційні особи: посол США в СРСР Вільям Гарріман, керівник військової місії США генерал-майор Джон Р. Дін, командувач Східного авіаційного командування генерал-майор Роберт Велш, начальник штабу ECUSSAF бригадний генерал Альфред Кесслер. З радянської сторони — заступник начальника штабу ВПС — начальник розвідки генерал-лейтенант авіації Грендаль Дмитро Давидович, начальник управління спецзавдань ГШ генерал-майор Славін Микола Васильович, представник командувача ВПС РСЧА генерал-майор Левандович Степан Тимофійович, кореспонденти центральних газет.
Ейкера на полтавській землі від імені уряду СРСР привітав командир авіабази генерал-майор Олександр Романович Пермінов. Зі свого боку командувач 15-ю повітряною армією вручив командиру 169 АБОН медаль «Легіон Заслуг» на знак визнання його особистого внеску в організацію операції та особистий лист президента Рузвельта.

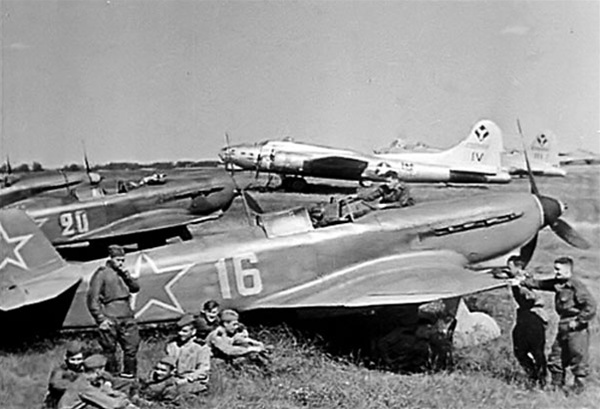
Аеродром Полтава. Американські B-17 і радянські Як-9

Чотири дні літаки союзників залишалися на аеродромах Полтавського вузла, а 6 червня 104 американські бомбардувальники і 42 винищувачі прикриття піднялися в повітря. Ціль удару — румунський аеродром і дунайський порт Галац (45°25′24″ пн. ш. 28°02′33″ сх. д. / 45.42333° пн. ш. 28.04250° сх. д.). Авіаудар завдавався в інтересах Генерального штабу Червоної армії. Через технічні негаразди з маршруту повернулися 7 «Фортець». У повітряному бою з винищувачами ППО противника було втрачено два «Мустанги» P-51B 352-ї авіагрупи (№ 42-103369 і 42-103432, 318-та ескадрилья). Після виконання завдання американські літаки лягли на зворотний курс і повернулися на полтавські бази. Завдання радянського командування було виконано — на цілі було скинуто 1250 двохсотпятидесятифунтових фугасних і 1026 стофунтових запалювальних бомб, фотоконтроль підтвердив ефективність бомбардування.
11 червня американські літаки здійснили зворотний трансфер до Італії. Ціль для удару на перельоті — аеродром Люфтваффе Фокшани в Румунії (45°46′29″ пн. ш. 027°11′31″ сх. д. / 45.77472° пн. ш. 27.19194° сх. д.). Декілька машин з технічних причин повернулися на аеродроми вильоту — в авіанальоті брали участь 121 B-17 і 52 Р-51. Результати удару були добрими. Під час повітряного бою з винищувачами противника над Румунією було збито одну «Літаючу фортецю» (№ 42-3383 97 авіагрупи). За збігом обставин саме на борту цього літака був фотокореспондент Маккей. До рук німців потрапило понад 500 фотознімків зроблених у Полтаві.

### «Френтік-2»
Операція 8-ї повітряної армії. Склад сил: 95-та, 96-та, 100-та, 388-ма, 390-та, 452-га бомбардувальні авіагрупи. Флагман — командир 388-ї авіагрупи полковник Арчі Дж. Олд.
Разом 163 бомбардувальників B-17, 57 винищувачів P-51, 72 P-38, 38 P-47. Мета — завдати масованих авіаційних ударів промисловим об'єктам на території Німеччини. «Френтік-2» планувалася як частина масштабнішої авіаоперації — масованого нальоту на Берлін понад 2500 бомбардувальників союзників.

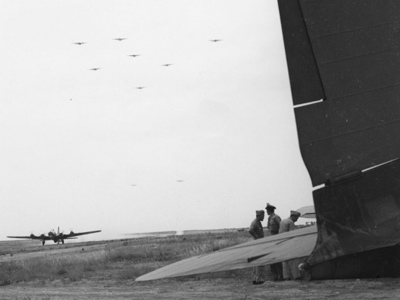
1944 рік. «Літаючі фортеці» сідають на Полтавський аеродром.

Бомбардувальники розпочали зліт з британських аеродромів о 5:39 21 червня 1944 року. Цілі: нафтопереробний завод Руланд (51°29′00″ пн. ш. 013°53′36″ сх. д. / 51.48333° пн. ш. 13.89333° сх. д.) (головна ціль), залізничні вузли Ельстерверда (51°27′32″ пн. ш. 013°30′57″ сх. д. / 51.45889° пн. ш. 13.51583° сх. д.) і Риза (51°18′34″ пн. ш. 013°16′46″ сх. д. / 51.30944° пн. ш. 13.27944° сх. д.). Через певний час винищувачі супроводження ближньої дії повернули назад. На бази в Британії з технічних причин повернулася і частина бомбардувальників. У нальоті брали участь 145 з 163 бомбардувальників: 123 — по головній цілі, 21 — по залізничній станції Ельстерверда, один бомбардувальник відбомбився по цілях у Ризі. Вдало відбомбившись по визначених цілях «Фортеці» і «Мустанги» лягли на курс на схід. Однак близько 12:00 їх було атаковано 20—30-ма «Мессершміттами». В бою було втрачено один винищувач P-51B (№ 43-6784, 335-та ескадрилья 4-ї авіагрупи) і один B-17F (№ 42-3490 549-ї ескадрильї 385-ї авіагрупи). За іншими даними, «Літаюча фортеця», керована Метью Тоттером отримала серйозні ушкодження, однак пілот на одному двигуні «дотягнув» машину до Швеції, де вона була інтернована.
Вже над окупованою територією України літаки потрапили в грозовий фронт, через що три В-17 здійснили вимушену посадку в Жулянах, два — в Борисполі, ще два — в Бишові і Дейманівці. Інші 137 «Фортець» приземлилися на аеродроми призначення: 73 літаки в Полтаві, 64 — в Миргороді, винищувачі — в Пирятині.

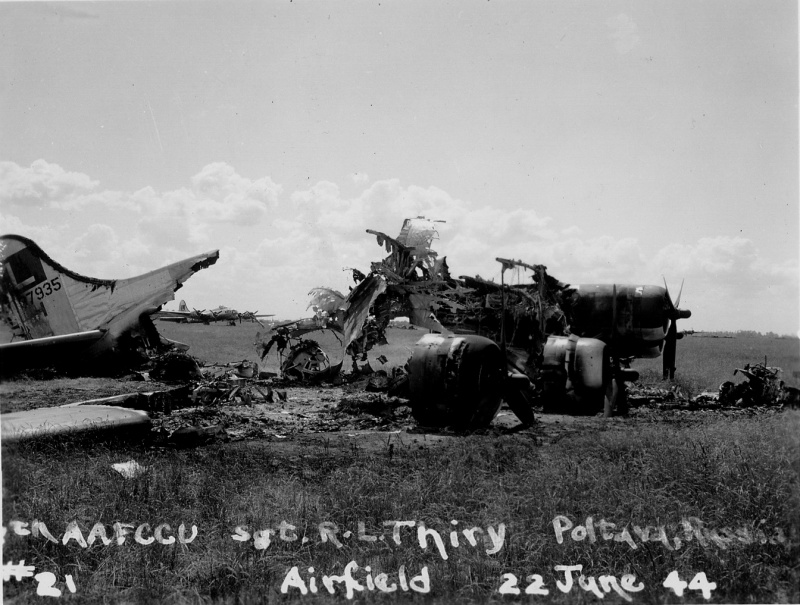
Уламки B-17 на полтавському аеродромі після нічного бомбардування 21 червня 1944 року

Ніч з 21 на 22 червня 1944 року стала «чорним днем» операції «Френтік». Після отримання розвідувальної інформації про базування американських важких бомбардувальників на аеродромах Полтавського аеровузла командування «Люфтваффе» розпочало підготовку до завдання їм масованого удару. До операції залучалися сили 4-го авіакорпусу (нім. Fliegerkorps IV): 4 спеціальна, 27-ма, 53-тя, 55-та бомбардувальні ескадри (нім. Kampfgeschwader — KG). На озброєнні — понад 300 бомбардувальників Heinkel He 111, екіпажі яких були підготовлені для дій у нічних умовах без прикриття винищувачами. Німецьке командування планувало завдати одночасних ударів силами KG 53 (90 бомбардувальників з аеродрому Білосток) по полтавському аеродрому і KG 55 (90 бомбардувальник з аеродромів Деблін, Улєц) — по миргородському. В забезпеченні — «слідопити»-прокладчики маршрутів KG 4 з аеродрому в Барановичах.
Перший удар по Полтаві близько півночі завдали «Хейнкелі» 53-ї ескадри. Літаки 55-ї ескадри, що заблукали, прийняли спалахи над Полтавою за свою ціль і теж повернули в цьому напрямку. Бомбардування вони розпочали коли останні машини KG 53 вже прямували на захід. Всього наліт тривав 1 годину 40 хвилин, у ньому взяли участь понад 120 німецьких бомбардувальників. На землі було знищено 44 B-17 (як пізніше з'ясувалося, боєздатними залишилося лише 9 «Літаючих фортець», усі інші отримали серйозні пошкодження), один винищувач P-38 Lightning, два транспортних С-47, 25 радянських літаків різних типів. Сили ППО не змогли організувати дієву відсіч — втрат німецькі бомбардувальники не мали.
Вже після перших потужних вибухів запалали літаки і склади, а застосовані гітлерівцями маленькі бомбочки, що завдяки міні-пропелерам плавно опускались на землю, перетворили летовище у густо засіяну протипіхотними мінами територію. Як наслідок, навіть дівчата-зенітниці біля своїх установок залишались без ніг. Втім, як свідчить американський штурман Роберт Джонсон, «радянські солдати — чоловіки і жінки — намагалися врятувати «літаючі фортеці», відтягуючи їх на льотне поле». За словами очевидця, ці сміливці (за його словами, близько сотні) загинули, хоч за офіційними даними загинули 20 військовослужбовців, серед яких — 2 американці та три кореспонденти газет «Правда» і «Известия».

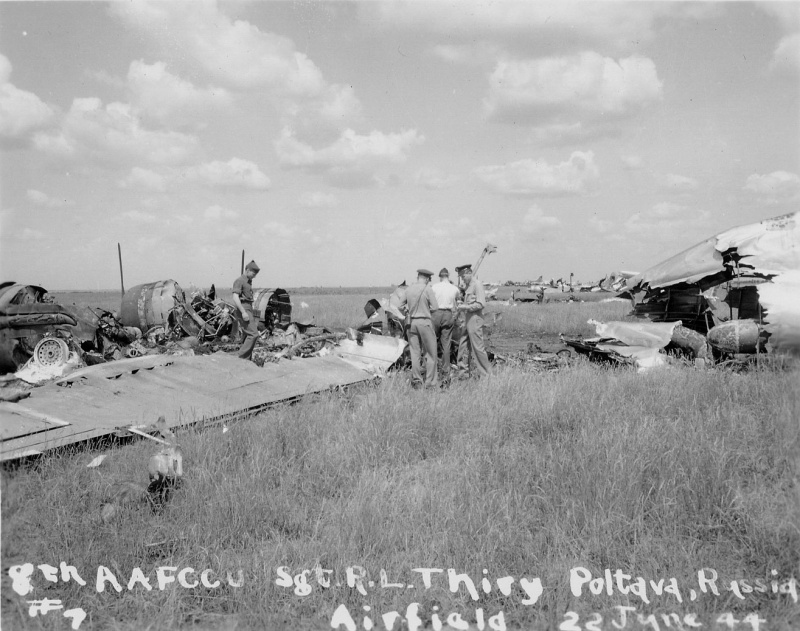
Американські офіцери серед уламків літаків

Вцілілі після авіанальоту В-17 було об'єднано в зведену авіагрупу і передислоковано тимчасово далі від лінії фронту — на аеродроми Харків та Запоріжжя. Вранці 26 червня 72 «Фортеці» і 58 «Мустангів» вилетіли в новий «човниковий» рейд. Ціль — нафтопереробний завод і транспортний вузол в Дрогобичі (49°20′18″ пн. ш. 023°29′07″ сх. д. / 49.33833° пн. ш. 23.48528° сх. д.). Через технічні неполадки один бомбардувальник і два винищувачі змушені були повернутися. Інші машини скинули на Дрогобицький НПЗ 1125 двухсотпятидесятифунтових авіабомб і ввечері без втрат приземлилися на італійських аеродромах. А невдовзі перелетіли на свої рідні бази в Англії.
Втрати в ніч з 21 на 22 червня 1944 року стали найбільшими для американської стратегічної авіації за всю Другу світову війну. Поразка дуже охолодила стосунки союзників. Американці усю провину покладали на неефективну організацію системи ППО.
Було запропоновано організувати її своїми силами. Сталін відмовив, а заходи по посиленню ППО 169 АБОН обмежив поповненням новими літаками 310-ї авіадивізії ППО і заміною 57 гвап на краще укомплектований 66-й вап. В таких умовах командування ВПС США ухвалило рішення не ризикувати «Літаючими фортецями», а задіяти в операції тільки важкі винищувачі дальнього радіусу P-38 і P-51 з італійських авіабаз для завдання бомбово-штурмових ударів.

### «Френтік-3»
Операція 15-ї повітряної армії «Френтік-3» розпочалася 22 липня 1944 року. Склад сил: 14-та, 31-ша, 81-ша винищувальні авіагрупи. Флагман — командир 306-го авіакрила бригадний генерал Дін К. Строзер. Разом 58 P-51 Mustang і 76 P-38 Lightning. Завдання місії — блокувати аеродроми винищувальної авіації Бузеу (45°12′59″ пн. ш. 026°58′42″ сх. д. / 45.21639° пн. ш. 26.97833° сх. д.) і Зілестія (45°34′23″ пн. ш. 027°09′43″ сх. д. / 45.57306° пн. ш. 27.16194° сх. д.) на час завдання основними силами 15-ї повітряної армії авіаударів нафтопромислам Плоєшті. З'єднання Строзера знищило 41 ворожий літак на землі, 25 — у повітрі. Свої втрати склали п'ять Р-38, ще один винищувач здійснив вимушену посадку на радянській території. Усі інші успішно приземлилися на аеродромі в Пирятині.

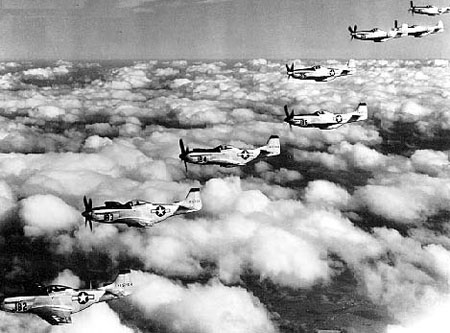
«Мустанги» в бойовому строю

25 липня, після триденного відпочинку, 34 «Мустанги» і 33 «Лайтнінги» здійснили авіаналіт на аеродром і залізничний вузол Мелець (50°19′20″ пн. ш. 021°27′24″ сх. д. / 50.32222° пн. ш. 21.45667° сх. д.) у Польщі. У рейді було знищено 9 літаків противника на землі, залізнична і автомобільна техніка. Перетинаючи лінію фронту на зворотному шляху до Пирятина, 12 літаків 307-ї ескадрильї 31-го авіакрила нав'язали повітряний бій групі з 30 — 40 німецьких пікірувальників Ju-87, які бомбардували радянські війська. За 20 хвилин бою дюжина «Мустангів» збила понад півтора десятки «Штукасів» Ju-87, бомбардування було зірвано. Американські винищувачі повернулися на базу без втрат.
26 липня 55 Р-38 і 47 Р-51 здійснили зворотний трансфер до Італії. Завдання на переліт — знищення ворожих літаків, бомбово-штурмові удари по нафтопромислам в районі Бухарест—Плоєшті. Через три доби на італійських аеродромах приземлилися 14 винищувачів, що затрималися в Пирятині з технічних причин.

### «Френтік-4»
Операція 15-ї повітряної армії «Френтік-4» розпочалася 31 липня. Склад сил: дві винищувальні авіагрупи (42 P-38 Lightning і 35 P-51 Mustang) з аеродромів в Італії. Особливістю місії було те, що в ній американські літаки діяли виключно в інтересах Червоної армії.
Перший рейд за заявкою ГШ РСЧА відбувся 4 серпня. Ціль — завдання бомбово-штурмового удару аеродрому і залізничному вузлу Фокшани (45°41′59″ пн. ш. 027°07′56″ сх. д. / 45.69972° пн. ш. 27.13222° сх. д.) в Румунії. Знищено 7 та пошкоджено 6 німецьких літаків, 3 паровози, проштурмовано потяг з військами і зенітні батареї ППО. Американці втратили 5 літаків, ще 7 ушкоджених машин здійснили вимушену посадку на звільненій радянськими військами території.
Другий рейд — 6 серпня. 26 Р-38 і 27 Р-51 завдали удару залізничному вузлу Крайова (44°20′22″ пн. ш. 023°47′25″ сх. д. / 44.33944° пн. ш. 23.79028° сх. д.) та іншим об'єктам залізниці Бухарест—Плоєшті. За іншими даними, американці завдали удару аеродрому Зілестія. Усі літаки без втрат повернулися на бази в Італії.

### «Френтік-5»

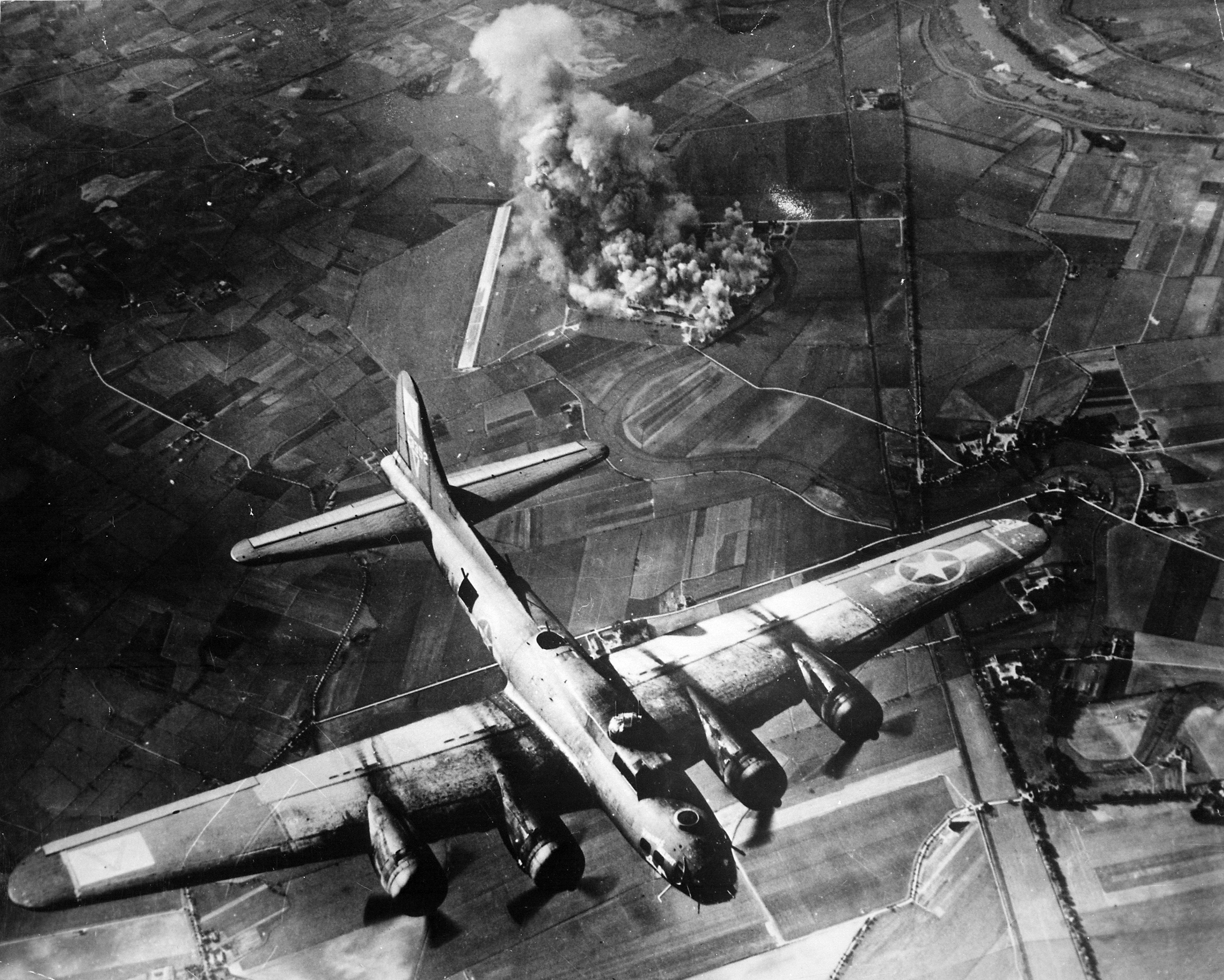
«Літаючі фортеці» 8-ї повітряної армії бомблять авіазавод

Підбиваючи підсумки місій «Френтік-3» і «Френтік-4», командування ВПС армії США дійшло висновку, що проведення «човникових» операцій силами тільки винищувальних авіакрил не дає очікуваних результатів. Зіставивши усі плюси і мінуси, американці пішли на виправданий ризик повернення до практики стратегічних бомбардувань — 6 серпня, коли останні «Мустанги» ще сідали на свої аеродроми в Італії, розпочалася операція 8-ї повітряної армії «Френтік-5».
Початок операції — 6 серпня 1944 року. Склад сил: 77 бомбардувальників B-17 у супроводженні 154 винищувачів P-51 з аеродромів у Великій Британії. Флагман — командир 357-ї винищувальної авіагрупи полковник Дональд В. Ґрехем. Мета — завдати масованих авіаційних ударів промисловим об'єктам на території Німеччини.
Дві «Літаючі фортеці» через технічні проблеми повернули назад на англійські бази, інші 75 завдали бомбового удару авіазаводу Фокке-Вульф в Рамелі (54°34′50″ пн. ш. 018°31′53″ сх. д. / 54.58056° пн. ш. 18.53139° сх. д.) — знищили два складальних і один ремонтний цехи, склади, ангари. Без втрат літаки дісталися аеродромів Полтавського аеровузла.
Наступної доби, 7 серпня, 55 бомбардувальників у супроводі 29 винищувачів завдали удару нафтопереробному заводу Тшебіня (50°10′ пн. ш. 19°29′ сх. д. / 50.167° пн. ш. 19.483° сх. д.) у Польщі, а 8 серпня усі літаки здійснили переліт на аеродроми в Італії. На перельоті було завдано ударів румунським аеродромам Бузеу і Зілестія.
13 серпня 72 B-17 і 62 P-51 злетіли з італійських аеродромів (5 B-17 і 6 Р-51 через технічні несправності залишилися в Італії), завдали бомбового удару аеродрому Франказаль (43°32′39″ пн. ш. 001°22′04″ сх. д. / 43.54417° пн. ш. 1.36778° сх. д.) біля Тулузи і без втрат приземлилися на своїх базах в Англії.

### «Френтік-6»
1 серпня, коли передові сили Червоної Армії наблизились до розташованого на східному березі Вісли варшавського району Прага, у Варшаві піднялося повстання, організоване Армією Крайовою. Повстанці розраховували на допомогу союзників. Допомогти їм можна було тільки з повітря в ході «човникових» операцій.
Однак Сталін, який вважав, що метою Варшавського повстання є створення в Польщі прозахідного уряду, яке відновило б, на його думку, довоєнну Польщу як основу антирадянського «санітарного кордону», жорстко виступив проти допомоги повстанцям.
20 серпня Рузвельт і Черчілль направили Сталіну спільного листа, у якому висловлювали надію, що три великі нації врешті-решт знайдуть можливість допомогти польським патріотам. Але позиція радянського керівництва залишалася непохитною аж до вересня, коли стало зрозуміло, що повстання зазнає поразки. Лише тоді Сталін санкціонував план операції «Френтік-6», при цьому попередивши Гаррімана, що згоди на скидання вантажів варшавським повстанцям він не надає.

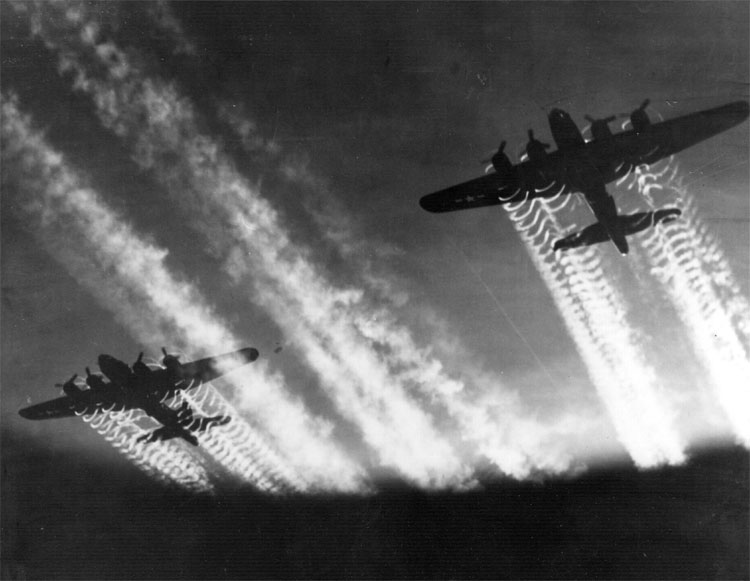
B-17 «Літаючі фортеці» над Східною Європою

Операція 8-ї повітряної армії «Френтік-6» розпочалася 11 вересня 1944 року. Склад сил: 20-та, 52-га, 96-та бомбардувальні авіагрупи. Разом 75 бомбардувальників B-17 і 64 винищувачів P-51.
11 вересня, злетівши з аеродромів Великої Британії, авіаз'єднання завдало ударів заводам озброєння і НПЗ в Хемніці (50°21′22″ пн. ш. 012°55′24″ сх. д. / 50.35611° пн. ш. 12.92333° сх. д.) і приземлилися на аеродромах полтавського аеровузла, а 13 вересня, розбомбивши угорські металургійні заводи і зброярні в Діосжорі (48°05′31″ пн. ш. 020°43′03″ сх. д. / 48.09194° пн. ш. 20.71750° сх. д.), здійснило переліт на італійські авіабази.
Тим часом, у середині вересня, коли Червона армія вже стояла біля стін Варшави і майбутнє Польщі більше не викликало сумнівів, Сталін дав згоду на доставку допомоги останнім варшавським повстанцям. 8-ма повітряна армія виділила для операції 110 «Літаючих фортець» у супроводі 149-ти «Мустангів», які злетіли з англійських аеродромів 15 вересня, але змушені були повернути назад через погодні умови над Північним морем.

### «Френтік-7»
Операція 8-ї повітряної армії з надання допомоги Варшавському повстанню. Склад сил: 95-та, 100-та, 390-та бомбардувальні авіагрупи, 354-та, 355-та, 357-ма і 359-та винищувальні авіагрупи. Разом 110 B-17 і 73 P-51.
18 вересня повстанцям було скинуто 1248 контейнерів зі зброєю, боєприпасами, спорядженням. Втрати союзників — один B-17 (№ 43-38175 зі складу 390-ї авіагрупи) і два P-51 (№ 42-26386, 44-19735, 355-та авіагрупа).
Наступного дня усі здатні піднятися в небо літаки — 100 «Фортець» і 61 «Мустанг», з аеродромів Полтавського аеровузла завдали удару залізничному вузлу Жолнок (47°10′55″ пн. ш. 020°10′25″ сх. д. / 47.18194° пн. ш. 20.17361° сх. д.) в Угорщині і приземлилися в Італії, де через погодні умови затрималися з поверненням на бази в Англії до 23 вересня.
Це була остання місія операції «Френтік». Надалі застосування для «човникових» операцій аеродромів Полтавського аеродромного вузла, який опинився в глибокому тилу, було визнано недоцільним.

## Завершення місії
За період операції авіабази 169 АБОН було використано для обслуговування і підготовки 1030 американських літаків, зокрема 529 «Літаючих фортець», 395 «Мустангів», 106 «Лайтнінгів». За 18 рейдів здійснено 2207 літако-вильотів, на об'єкти противника скинуто 1955 тонн авіабомб. Ударів зазнали 12 важливих об'єктів у глибокому тилу противника, у повітряних боях знищено щонайменше 100 німецьких літаків, на землі — понад 60. Літаки-розвідники виконали 117 бойових вильотів і сфотографували 174 цілі.
На початку жовтня чисельність американського персоналу авіабаз було скорочено до 200 осіб. 5 жовтня з Полтави через Ростов-на-Дону і Баку вирушив перший потяг до Ірану з військовослужбовцями і технікою Східного авіаційного командування ВПС США. Звідти через Каїр американці дісталися Ліверпуля. В жовтні Полтаву залишив і командувач Східного командування генерал-майор Велш.
Однак бази Полтавського вузла, зокрема Авіабаза Полтава, встигли набути самостійного значення — через них до країни прибували дипломатичні представники США, привозилася важлива кореспонденція і вантажі.

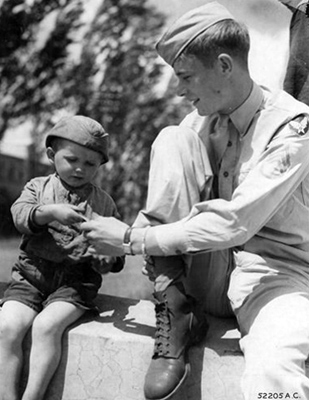
Операція «Френтік» стала символом єдності союзних армій і народів. Американський солдат і полтавський хлопчик. 1944 рік

Остаточне рішення про ліквідацію авіабази було ухвалено навесні 1945 року. Персонал бази і частина обладнання було вивезено транспортними літаками через Анкару і Каїр на авіабази в Італії і Великій Британії. Але більша частина обладнання, зокрема аеродромне обладнання, засоби радіонавігації було залишено радянській стороні як допомога за ленд-лізом. Евакуацією керував бригадний генерал Вільям Рітчі, який останнім залишив полтавський аеродром 22 червня 1945 року.
Командуванням Східного авіаційного командування усім військовослужбовцям, які брали участь у операції «Френтік» було вручено пам'ятки наступного змісту:
| «Пам'ятай: 1. Місце, де ти був, раніше було окуповано ворогом. 2. Росіяни прибрали всі бомби й міни, скинуті німцями 21 червня 1944 року, і, прибираючи їх, зазнали великих жертв. Бомби було призначено для американських літаків та особового складу. 3. Росіяни виконали велику фізичну роботу для нас, створюючи нам добрі умови життя. Вони розвантажували вагони, допомагали рити ями, забезпечували нас водою, допомагали харчуванням. Жодна інша нація не зробила для нас так багато, скільки зробили для нас росіяни. Ви повинні бути чесними і правдивими у своїх висловлюваннях про Росію. Критикувати загальне по одному індивідууму не можна. Пам'ятай, що своїми висловлюваннями ти можеш зіпсувати результат багатомісячної праці і зусиль всього нашого командування. Дотримуйся фактів...» |

## Пам'ять

Пам'ятний знак на честь учасників операції «Френтік». На монументі українською та англійською мовами викарбувано:
«На честь воїнів країн антигітлерівської коаліції, які брали участь у авіаційній операції „Френтік“ 1944 року»

Святкування 50-річчя операції. Українські Ту-22М3 і Ту-160 на Полтавському аеродромі. 24.09.1994

Операції «Френтік» присвячено експозиції в Національному музеї Військово-повітряних сил США і Полтавському музеї авіації і космонавтики.
В Полтавському музеї експонується унікальна колекція світлин, документів, книг, спеціальних конвертів, емблем, значків, копія Декларації союзницьких держав від 1 грудня 1943 року, карта з позначеними аеродромами базування частин і з'єднань — учасників човникових польотів, схеми місій, що були здійснені в рамках операції. Особливий експонат музею — прапор США, який від'їжджаючи союзники залишили на згадку про бойову співдружність.
У вересні 1994 року у Полтаві відбулися урочисті заходи, присвячені святкуванню 50-річчя операції «Френтік». На урочистості з Сполучених Штатів прибули три ветерани ВПС США — учасники «човникових» польотів: Джо Стюарт (він перший посадив свій літак на Полтавському аеродромі 2 червня 1944), Чарлі Бічама і Лі Кула.
22 вересня 1994 року на полтавський аеродром приземлилися три літаки ВПС США — два стратегічних бомбардувальники B-1B і B-52 та літак-заправник КС-10.
Військова делегація Збройних Сил США, українські і американські льотчики-ветерани взяли участь у святкуванні 51-ї річниці визволення Полтави, а також у відкритті пам'ятних знаків на честь 50-річчя човникових рейсів американських бомбардувальників в містах Полтаві та Пирятині (вул. Європейська, 4). На Полтавському поштамті відбулося спецпогашення ювілейного конверту, випущеного до 50-річчя операції.
Ця подія викликала чималий міжнародний резонанс. Даною сторінкою авіаційної історії Полтавщини цікавляться нині не лише українські та американські військові історики, але й дослідники Данії, Голландії, Великої Британії, Німеччини, Нової Зеландії…
На початку 2000-х американська студія «Traditions Military Videos» випустила 40-хвилинний документальний фільм «Operation Titanic and Operation Frantic Joe: B17 & B24 Shuttle Bombing Of Germany» (укр. Операції «Титанік» і «Френтік Джо»: трансферні бомбардування Німеччини літаками B-17 і B-24) про «човникові» операції стратегічної бомбардувальної авіації США часів Другої світової війни. А в 2004 році російська кіностудія «Крила Росії» до 60-річчя операції випустила документальний фільм «Наскрізний удар. Авіабаза особливого призначення» (режисер — Костянтин Давидкін, автор сценарію — Олена Прохорова), присвячений операції «Френтік» (див. додаток).
У 2010 році в Полтаві, у Галереї мистецтв, відбулася виставка «Полтава. 1944 рік. Американська військова база», присвячена 65-річчю Перемоги. Унікальні фотодокументи, надані Україні Національним архівом США після виставки було передано до полтавських музеїв і Державного архіву Полтавської області.
2015 року вийшов український переклад ґрунтовного дослідження Марка Дж. Конверсіно «Спільна війна. Провал операції „Френтік“».
У лютому 2015 року вийшла друком книга американського письменника Джеремі Дронфілда «Beyond The Call: The True Story of One World War II Pilot's Covert Mission to Rescue POWs on the Eastern Front», створена за участі Лі Трімбле, котрий є сином Роберта Трімбле — одного з американських пілотів бомбардувальників що брали участь у операції «Френтік», чиї спогади і описані в цій книзі. Згодом на основі цієї книги та матеріалів, що були використані в ході її написання, було створено аудіо-версію та документальний фільм «Beyond the Call: America's Last Hope»..
У вересневому випуску журналу «Aeroplane Monthly» за 2016 рік вміщено публікацію «B-17 PoW RESCUE: A secret World War Two mission in Soviet-occupied Poland» про історію польотів Роберта Трімбле
В серпні 2016 року владі США передано останки американського пілота, що загинув під час здійснення операції «Френтік».
В 2020 році вийшла книга історика Сергія Плохія "Забуті покидьки східного фронту" присвячена подіям операції, яка грунтується на розкритих архівах КДБ. 

## Цікаві факти
- Американці відразу охрестили операцію іменем «Frantic Joe», тобто «Несамовитий Джо». Від чого пішла назва достеменно невідомо. Можливо від відомого прізвиська лідера СРСР Йосипа Сталіна «Дядечко Джо», інколи «Несамовитий дядечко Джо» (англ. Uncle Joe, Frantic uncle Joe)[33] чи від сленгового синоніма «шалених» американських ковбоїв. Назва прижилася і зараз операція в США більше відома саме як «Френтік Джо»[34][35].
- Деякі джерела[36] помилково приписують американським воякам відкриття лікувальних властивостей новосанжарських мінеральних вод. Американські льотчики справді лікувалися в новосанжарському евакогоспіталі, але дослідження хіміко-біологічних властивостей води Новосанжарських родовищ вони не робили. На відміну від Нових Санжар, у Миргороді та Полтаві американці справді бурили артезіанські свердловини для водопостачання, а їх медики робили фізико-хімічний аналіз питної води. Таким чином, одне з миргородських джерел може мати «американське» походження.

2011 рік. Аеродром Миргород. Міжнародні навчання «Безпечне небо — 2011». Український Су-27 і американський F-16

- З 1949 року на аеродромах Полтавського аеровузла дислокувалися полки 13-ї гвардійської важкої бомбардувальної дивізії, яка першою отримала важкі бомбардувальники Ту-4 — радянську копію американської «Суперфортеці» B-29 Superfortress.
- В 1994 році, на 50-річчя операції «Френтік», український аеродром під Полтавою відвідали американські стратегічні бомбардувальники В-1 та B-52.[37]
- Бойова співдружність полтавських і американських льотчиків продовжується. 18 липня 2011 року до Миргорода прилетіли американські винищувачі F-16D. Це були літаки винищувального авіакрила ВПС національної гвардії штату Алабама. Американські і українські льотчики протягом 18—29 липня спільно відпрацьовували задачі управління діями тактичної авіації з охорони повітряного простору місць проведення Євро — 2012 в ході навчань «Безпечне небо — 2011». Це перше в історії Збройних Сил України навчання військових авіаторів на території нашої держави[38].
- Роберт Трімбле[39], один з американських пілотів бомбардувальників B-17 та B-24, котрі брали участь у цій військовій операції, лише у 2005 році (у віці 86 років) вперше розповів про те, які таємні місії він виконував у 1945 році перебуваючи на авіабазі в Полтаві.[40][41][42]
 За чотири роки до своєї смерті (помер у 2009 році[43]) він встиг зробити кілька інтерв'ю та описати власні спогади про його роки перебування на фронті на основі яких було створено книгу «Beyond the Call», опубліковану та екранізовану 2015 році.